# Heist
Heist település Németországban, Schleswig-Holstein tartományban. Lakosainak száma 2988 fő (2023. december 31.).

## Népesség
A település népességének változása:
| Lakosok száma | 2081 | 2824 | 2807 | 2852 | 2962 | 2988 |
|               | 1975 | 2017 | 2019 | 2021 | 2022 | 2023 |